# NHK国分市場テレビ中継局
NHK国分市場テレビ中継局（エヌエイチケイこくぶいちばテレビちゅうけいきょく）は、大阪府柏原市に置かれていたNHK大阪放送局のアナログテレビ中継局である。

## 中継局概要

### アナログテレビ放送
| チャンネル 番号 | 放送局名     | 空中線 電力         | ERP                 | 偏波面   | 放送対象 地域 | 放送区域 内世帯数 | 運用開始日     |
| --------------- | ------------ | ------------------- | ------------------- | -------- | ------------- | ----------------- | -------------- |
| 43              | NHK 大阪総合 | 映像100mW/ 音声25mW | 映像280mW/ 音声70mW | 水平偏波 | 大阪府        | -                 | 1982年 3月30日 |
| 45              | NHK 大阪教育 | 映像100mW/ 音声25mW | 映像280mW/ 音声70mW | 水平偏波 | 全国          | -                 | 1982年 3月30日 |

- 所在地： 柏原市国分本町（国分中学校屋上）
- 2011年7月24日をもってすべて廃止された。デジタルテレビ放送は柏原テレビ中継局によるカバーとなった[2]。
- 民放局の中継局は設置されていなかった。